# Гонконгская кинопремия
Гонконгская кинопремия (кит. 香港電影金像獎; англ. Hong Kong Film Award) — кинопремия основанная в 1982 году, является одной из самых престижных кинопремией в Гонконге и одной из наиболее уважаемых в Китае и Тайване. Церемония награждения проходит ежегодно, обычно в апреле. Награда оценивает достижения во всех аспектах киноискусства, таких как режиссура, игра актёров, работа сценариста и оператора. Эта награда является гонконгским эквивалентом американской награды «Оскар» и британской BAFTA.
Оргкомитет премии, называемый с декабря 1993 года Hong Kong Film Awards Association Ltd. («Ассоциация Гонконгской кинопремии»), управляется советом директоров, состоящим из представителей от тринадцати профессиональных кинематографических сообществ Гонконга. Обсуждение соответствия фильмов требованиям кинопремии и голосование за них проходит ежегодно в период с января по март и является открытым для всех зарегистрированных участников голосования, которые включают местных кинопроизводителей, критиков и отобранную группу судей.
Как и для многих других кинонаград, при первом награждении премии в 1982 году присуждались лишь в пяти основных категориях (количество которых впоследствии выросло до двух десятков) и лауреаты были объявлены на безальтернативной основе, без шорт-листов. Ими стали:
- В категории «Лучший фильм»: «Отец и сын» режиссёра Аллена Фона;
- В категории «Лучший режиссура»: Аллен Фон;
- В категории «Лучший сценарий»: Альфред Чун[англ.] (за фильм «История Хо Вьета»);
- В категории «Лучший актёр/Лучшая мужская роль»: Майкл Хёй (за фильм «Безопасность без границ»);
- В категории «Лучшая актриса/Лучшая женская роль»: Кара Вай (за фильм «Моя молодая тётушка»).

Начиная с 10-й церемонии награждения в 1991 году официальным символом кинопремии стала статуэтка женщины, обмотанной золотой кинолентой и держащей на ладони поднятой левой руки крупную жемчужину. Моделью для статуэтки стала Мисс Гонконг 1979 года и телевизионная актриса Оливия Чэн. В 2004 году при открытии гонконгской Авеню звёзд в его начале была установлена увеличенная до 4,5 метров бронзовая копия статуэтки премии (см. фото в инфобоксе статьи).

## Комитет совета директоров
Комитет совета директоров состоит из представителей от 13 профессиональных кинематографических сообществ Гонконга:
- City Entertainment
- Ассоциация киноиндустрии Гонконга, Коулуна и Новых территорий (Hong Kong Kowloon and New Territories Motion Picture Industry Association)
- Гильдия кинорежиссёров Гонконга (Hong Kong Film Directors' Guild)
- Ассоциация кинотеатров Гонконга (Hong Kong Theatres Association)
- Общество кинооператоров Гонконга (Hong Kong Society of Cinematographers)
- Ассоциация каскадёров Гонконга (Hong Kong Stuntman Association)
- Гильдия сценаристов Гонконга (Hong Kong Screen Writer’s Guild)
- Гильдия киноактёров Гонконга (Hong Kong Performing Artistes Guild)
- Ассоциация киноискусства Гонконга (Hong Kong Film Arts Association)
- Общество киномонтажёров Гонконга (Hong Kong Society of Film Editors)
- Ассоциация кинопродюсеров Гонконга (Hong Kong Movie Production Executives Association)
- Hong Kong Cinematography Lighting Association
- Hong Kong Chamber of Films

## Категории наград
Гонконгская кинопремия ныне состоит из 19 постоянных категорий:

| - лучший фильм - лучшая режиссура - лучший сценарий - лучшая мужская роль - лучшая женская роль | - лучшая мужская роль второго плана - лучшая женская роль второго плана - лучший актёрский дебют - лучшая операторская работа - лучшая киномонтажная работа | - лучший арт-директор (художник-постановщик) - лучший дизайн костюмов и грима - лучшая хореография - лучшая музыка к фильму - лучшая песня | - лучшая музыка - лучшие спецэффекты - лучший азиатский фильм - лучший новый режиссёр |

## Лауреаты премии в категории «Лучший фильм»
- 1982 — Отец и сын (父子情, 1981)
- 1983 — Люди в лодках (投奔怒海, 1982)
- 1984 — Аин (半邊人, 1983)
- 1985 — Возвращение домой (似水流年, 1984)
- 1986 — Полицейская история (1985)
- 1987 — Светлое будущее (1986)
- 1988 — Осенняя история (1987)
- 1989 — Румяна (胭脂扣) (1987)
- 1990 — За закатом (飛越黃昏) (1989)
- 1991 — Дикие дни (1991)
- 1992 — Быть первым (1991)
- 1993 — Человек в клетке (籠民) (1992)
- 1994 — C'est la vie, mon chéri / «Новая Бесконечная Любовь» / «Такова жизнь, любимый» (新不了情) (1994)
- 1995 — Чунцинский экспресс (1994)
- 1996 — Летний снег / «Сорокалетняя женщина» (1994)
- 1997 — Сладкая, как мёд / Товарищи. Почти история любви (1996)
- 1998 — Сделано в Гонконге (1997)
- 1999 — Полицейские-звери (1998)
- 2000 — Обыкновенные герои (千言萬語) (1998)
- 2001 — Крадущийся тигр, затаившийся дракон (2000)
- 2002 — Шаолиньский футбол / Убойный футбол (2001)
- 2003 — Двойная рокировка (2002)
- 2004 — Бег судьбы / От судьбы не уйдешь / Закон кармы (2003)
- 2005 — Разборки в стиле кунг-фу (2004)
- 2006 — Выборы (2005)
- 2007 — После изгнания (2006)
- 2008 — Полководцы (2007)
- 2009 — Ип Ман (2008)
- 2010 — Телохранители и убийцы (2009)
- 2011 — Сражаться до конца! (2010)
- 2012 — Простая жизнь или Няня Тао (2011)
- 2013 — Холодная война (2012)
- 2014 — Великий мастер (2013)
- 2015 — Золотая эпоха[англ.] (2014)
- 2016 — Десять лет[англ.] (2015)
- 2017 — Три яда ума[англ.] (2016)
- 2018 — Наше время придёт[англ.] (2017)
- 2019 — Проект «Гутенберг»[англ.] (2018)
- 2020 — Лучшие дни / Ты — подросток (2019)
- 2022 — Перекрёстный огонь (2021)
- 2023 — Самой себе в 19 лет (2022)
- 2024 — Ложный приговор (2023)
- 2025 — Воины сумерек: Осада Коулуна (2024)

## Рекорды
- Наибольшее количество побед за фильм: Сладкая как мед — получил 9 наград на 16-й церемонии награждения, включая категории лучший фильм, лучшая режиссура, лучший сценарий, лучшая женская роль, лучший актёр второго плана, лучшая работа кинооператора, лучшая работа арт-директора, лучшая работа гримера и костюмера, лучшая музыка к фильму. Сразу за ним идут фильмы Крадущийся тигр, затаившийся дракон, Полководцы и Телохранители и убийцы, которые получили по 8 наград соответственно на 20-й, 27-й и 29-й церемониях награждения. [обновить данные]
- Наибольшее количество номинаций за фильм: Телохранители и убийцы — обладатель 18 номинаций на 29-й церемонии награждения и получил 8 наград, включая категорию за лучший фильм.
- Наибольшее количество номинаций за лучшую режиссуру: Джонни То — номинирован 16 раз между своей первой номинацией в 1990 году на 9-й церемонии награждения и его последней в 2012 году на 31-й церемонии награждения.
- Наибольшее количество номинаций за лучшую мужскую роль: Чоу Юньфат — номинирован 13 раз между своей первой номинацией в 1985 году на 4-й церемонии награждения и его последней в 2007 году на 26-й церемонии награждения.
- Наибольшее количество номинаций за лучшую женскую роль: Мэгги Чун — номинирована 9 раз между своей первой номинацией в 1989 году на 8-й церемонии награждения и его последней в 2003 году на 22-й церемонии награждения.
- Наибольшее количество побед за лучшую режиссуру: Энн Хёй — побеждала 6 раз в 1983, 1996, 2009, 2012, 2015 и 2018 годах соответственно на 2-й, 15-й, 28-й, 31-й, 34-й и 37-й церемониях награждения.
- Наибольшее количество побед за лучшую мужскую роль: Тони Люн Чу Вай — побеждал 5 раз в 1995, 1998, 2001, 2003, 2005 годах соответственно на 14-й, 17-й, 20-й, 22-й и 28-й церемониях награждения.
- Наибольшее количество побед за лучшую женскую роль: Мэгги Чун — побеждала 5 раз в 1990, 1993, 1997, 1998, 2001 годах соответственно на 9-й, 12-й, 16-й, 17-й и 20-й церемониях награждения.
- Наибольшее количество номинаций в одной и той же категории без победы: Джеки Чан — номинирован в категории лучший актёр 10 раз между 1985 (4-я номинация) и 2005 (24-я номинация) годам, но без единой победы. У него, однако, есть премии в других категориях; в частности, он является одним из лидеров категории лучшая хореография боевых сцен (индивидуально и в составе Jackie Chan Stunt Team)
- Наиболее последовательный победитель в одной и той же категории: Артур Вонг — побеждал 3 раза в категории лучшая работа кинооператора 1998, 1999 и 2000 годах соответственно на 17-й, 18-й и 19-й церемониях награждения.

## 100 лучших китайских кинолент
Празднуя столетие китайского кинематографа, Hong Kong Film Award представила список 100 лучших китайских кинолент (фактически включающий 103 фильма) на 24-й церемонии вручения гонконгской кинопремии (27 мая 2005 года). Список включает 24 фильма КНР (11 до 1949 года и 13 после 1949 года), 61 — Гонконга, 16 — Тайваня, 2 — совместного производства.
| Позиция | Название                                           | Год  | Страна                    | Язык                               | Режиссёр(ы)                             |
| ------- | -------------------------------------------------- | ---- | ------------------------- | ---------------------------------- | --------------------------------------- |
| 1       | Весна в городке                                    | 1948 | Китай                     | Путунхуа                           | Фэй Му                                  |
| 2       | Светлое будущее                                    | 1986 | Гонконг                   | Кантонский                         | Джон Ву                                 |
| 3       | Дикие дни                                          | 1990 | Гонконг                   | Кантонский (+)                     | Вонг Карвай                             |
| 4       | Жёлтая земля                                       | 1984 | Китай                     | Путунхуа                           | Чэнь Кайгэ                              |
| 5       | Город скорби                                       | 1989 | Тайвань                   | Тайваньский (+)                    | Хоу Сяосянь                             |
| 6       | Длинная рука закона                                | 1984 | Гонконг                   | Кантонский                         | Джонни Мак                              |
| 7       | Харчевня Дракона                                   | 1967 | Тайвань                   | Путунхуа                           | Кинг Ху                                 |
| 8       | Люди в лодках                                      | 1982 | Гонконг                   | Кантонский (+)                     | Энн Хёй                                 |
| 9       | Прикосновение дзена                                | 1971 | Тайвань                   | Путунхуа                           | Кинг Ху                                 |
| 10      | Крадущийся тигр, затаившийся дракон                | 2000 | Китай/Гонконг/Тайвань/США | Путунхуа                           | Энг Ли                                  |
| 11      | Ангел с улицы                                      | 1937 | Китай                     | Путунхуа                           | Юань Мучжи                              |
| 12      | Яркий летний день                                  | 1991 | Тайвань                   | Путунхуа (+)                       | Эдвард Янг                              |
| 13      | Частные детективы                                  | 1976 | Гонконг                   | Кантонский                         | Майкл Хёй                               |
| 14      | Миссия                                             | 1999 | Гонконг                   | Кантонский                         | Джонни То                               |
| 15      | Однорукий меченосец                                | 1967 | Гонконг                   | Путунхуа                           | Чжан Чэ                                 |
| 16      | Кулак ярости                                       | 1972 | Гонконг                   | Путунхуа / Английский              | Ло Вэй                                  |
| 17      | Под жарким солнцем                                 | 1994 | Китай                     | Путунхуа                           | Цзян Вэнь                               |
| 18      | Перед лицом разрушения                             | 1953 | Гонконг                   | Кантонский                         | Лэй Тхит                                |
| 19      | Китайская одиссея                                  | 1995 | Гонконг                   | Кантонский / Путунхуа              | Джеффри Лау                             |
| 20      | Арка                                               | 1970 | Гонконг                   | Мандарин                           | Сесиль Тан                              |
| 21      | Румяна                                             | 1987 | Гонконг                   | Кантонский                         | Стэнли Кван                             |
| 22      | Чунцинский экспресс                                | 1994 | Гонконг                   | Кантонский (+)                     | Вонг Карвай                             |
| 23      | Возвращение домой                                  | 1984 | Гонконг                   | Кантонский / Путунхуа              | Им Хо                                   |
| 24      | Время жить и время умирать                         | 1985 | Тайвань                   | Путунхуа / Тайваньский             | Хоу Сяосянь                             |
| 25      | Красный гаолян                                     | 1987 | Китай                     | Путунхуа                           | Чжан Имоу                               |
| 26      | Отец и сын                                         | 1981 | Гонконг                   | Кантонский                         | Аллен Фон                               |
| 27      | Весенняя река течёт на восток                      | 1947 | Китай                     | Путунхуа                           | Цай Чушэн                               |
| 28      | Сладкая как мёд                                    | 1996 | Гонконг                   | Кантонский                         | Питер Чан                               |
| 29      | Богиня                                             | 1934 | Китай                     | (немой)                            | У Юнган                                 |
| 30      | Большая дорога                                     | 1934 | Китай                     | (немой)                            | Сунь Юй                                 |
| 31      | Тайна                                              | 1979 | Гонконг                   | Кантонский                         | Энн Хёй                                 |
| 32      | Двойная рокировка                                  | 2002 | Гонконг                   | Кантонский                         | Эндрю Лау, Алан Мак                     |
| 33      | Пьяный мастер                                      | 1978 | Гонконг                   | Кантонский                         | Юнь Вопхин                              |
| 34      | Бабочки-убийцы                                     | 1979 | Гонконг                   | Кантонский                         | Цуй Харк                                |
| 35      | Прах времён                                        | 1994 | Гонконг                   | Кантонский                         | Вонг Карвай                             |
| 36      | Сделано в Гонконге                                 | 1997 | Гонконг                   | Кантонский                         | Фрут Чань                               |
| 37      | Страдания Запретного города                        | 1948 | Китай                     | Путунхуа                           | Чжу Шилинь                              |
| 38      | Лян Шаньбо и Чжу Интай                             | 1963 | Гонконг                   | Путунхуа                           | Ли Ханьсян                              |
| 39      | История об освобождённом заключённом               | 1967 | Гонконг                   | Кантонский                         | Патрик Лун                              |
| 40      | Зу: Воины с Волшебной горы                         | 1983 | Гонконг                   | Кантонский                         | Цуй Харк                                |
| 41      | Вселяющий страх                                    | 1986 | Тайвань                   | Путунхуа / Тайваньский             | Эдвард Янг                              |
| 42      | Наёмный убийца                                     | 1989 | Гонконг                   | Кантонский                         | Джон Ву                                 |
| 43      | Однажды в Китае                                    | 1991 | Гонконг                   | Кантонский / Английский            | Цуй Харк                                |
| 44      | Авансцена                                          | 1992 | Гонконг                   | Путунхуа (+)                       | Стэнли Кван                             |
| 45      | Цю Цзюй подаёт в суд                               | 1992 | Китай                     | Путунхуа                           | Чжан Имоу                               |
| 46      | Моя жизнь                                          | 1950 | Китай                     | Мандарин                           | Ши Хуэй                                 |
| 47      | Страна и красавица                                 | 1959 | Гонконг                   | Путунхуа                           | Ли Ханьсян                              |
| 48      | Зима                                               | 1969 | Тайвань                   | Путунхуа                           | Ли Ханьсян                              |
| 49      | Осенняя история                                    | 1987 | Гонконг                   | Кантонский (+)                     | Мэйбл Чён                               |
| 50      | Китайская история призраков                        | 1987 | Гонконг                   | Кантонский                         | Тони Чхин                               |
| 51      | Пурпурная шпилька                                  | 1959 | Гонконг                   | Кантонский                         | Лэй Тхит                                |
| 52      | Сирота                                             | 1960 | Гонконг                   | Кантонский                         | Лэй Саньфун                             |
| 53      | Сёстры на сцене                                    | 1965 | Китай                     | Путунхуа                           | Се Цзинь                                |
| 54      | Город в огне                                       | 1987 | Гонконг                   | Кантонский / Путунхуа              | Ринго Лэм                               |
| 55      | Прощай, моя наложница                              | 1993 | Гонконг/Китай             | Путунхуа                           | Чэнь Кайгэ                              |
| 56      | Один и два                                         | 2000 | Тайвань                   | Путунхуа / Тайваньский             | Эдвард Янг                              |
| 57      | Холодные ночи                                      | 1955 | Гонконг                   | Кантонский                         | Лэй Саньфун                             |
| 58      | На рассвете                                        | 1967 | Тайвань                   | Путунхуа                           | Сун Цуньшоу                             |
| 59      | Дождь в горах                                      | 1979 | Тайвань                   | Путунхуа                           | Кинг Ху                                 |
| 60      | Полицейская история                                | 1985 | Гонконг                   | Кантонский                         | Джеки Чан                               |
| 61      | Новая бесконечная любовь / C'est la vie, mon chéri | 1993 | Гонконг                   | Кантонский                         | Дерек И                                 |
| 62      | Свадебный банкет                                   | 1993 | Тайвань                   | Путунхуа / Английский              | Энг Ли                                  |
| 63      | Платформа                                          | 2000 | Китай                     | Путунхуа                           | Цзя Чжанкэ                              |
| 64      | Дикая, дикая роза                                  | 1960 | Гонконг                   | Путунхуа                           | Вон Тхиньлам                            |
| 65      | Великое благочестие                                | 1960 | Гонконг                   | Кантонский                         | Чу Юань                                 |
| 66      | Мой интимный партнёр                               | 1960 | Гонконг                   | Кантонский                         | Чхёнь Ким                               |
| 67      | Опасность первого типа                             | 1980 | Гонконг                   | Кантонский                         | Цуй Харк                                |
| 68      | Аин или Половина людей                             | 1983 | Гонконг                   | Кантонский / Путунхуа / Английский | Аллен Фон                               |
| 69      | Дуриан Дуриан                                      | 2000 | Гонконг                   | Кантонский / Путунхуа              | Фрут Чань                               |
| 70      | Маленькие игрушки                                  | 1933 | Китай                     | (немой)                            | Сунь Юй                                 |
| 71      | Печали и радости среднего возраста                 | 1949 | Китай                     |                                    | Сан Ху                                  |
| 72      | Дом 72 арендаторов                                 | 1973 | Гонконг                   | Кантонский                         | Чу Юань                                 |
| 73      | Кочевник                                           | 1982 | Гонконг                   | Кантонский                         | Патрик Тхам                             |
| 74      | Пыль на ветру                                      | 1986 | Тайвань                   |                                    | Хоу Сяосянь                             |
| 75      | 92: Чёрная Роза против Чёрной Розы                 | 1992 | Гонконг                   | Кантонский                         | Джеффри Лау                             |
| 76      | Шаолиньский футбол                                 | 2001 | Гонконг                   | Кантонский                         | Стивен Чоу                              |
| 77      | Полуночная песня                                   | 1937 | Китай                     | Мандарин                           | Масюй Вэйбан                            |
| 78      | За Китаем                                          | 1974 | Гонконг                   |                                    | Сесиль Тан                              |
| 79      | The Spooky Bunch (小姐撞到鬼)                      | 1980 | Гонконг                   | Кантонский                         | Энн Хёй                                 |
| 80      | Тайбэйская история                                 | 1985 | Тайвань                   | Путунхуа                           | Эдвард Янг                              |
| 81      | Синий воздушный змей                               | 1993 | Китай                     | Путунхуа                           | Тянь Чжуанчжуан                         |
| 82      | Да здравствует моя жена!                           | 1948 | Китай                     | Путунхуа                           | Сан Ху                                  |
| 83      | Мамбо девушка                                      | 1957 | Гонконг                   | Путунхуа                           | И Вэнь                                  |
| 84      | Банкет                                             | 1959 | Гонконг                   | Кантонский                         | Лэй Саньфун, Лэй Тхит, Нг Вуй, Ло Чихун |
| 85      | Осенняя казнь                                      | 1972 | Тайвань                   | Путунхуа                           | Ли Син                                  |
| 86      | Посёлок лотосов                                    | 1986 | Китай                     | Путунхуа                           | Се Цзинь                                |
| 87      | Бог игроков                                        | 1989 | Гонконг                   | Кантонский                         | Вон Чин                                 |
| 88      | Пока не высохнут слёзы                             | 1988 | Гонконг                   | Кантонский / Путунхуа              | Вонг Карвай                             |
| 89      | Счастливы вместе                                   | 1997 | Гонконг                   | Путунхуа / Кантонский / Испанский  | Вонг Карвай                             |
| 90      | Любовное настроение                                | 2000 | Гонконг                   | Кантонский (+)                     | Вонг Карвай                             |
| 91      | Мариады огней                                      | 1948 | Китай                     | Путунхуа                           | Шэнь Фу                                 |
| 92      | Праздник Луны                                      | 1953 | Гонконг                   | Путунхуа                           | Чжу Шилинь                              |
| 93      | Родительские сердца                                | 1955 | Гонконг                   | Кантонский                         | Чхёнь Ким                               |
| 94      | Линь Цзэсюй                                        | 1959 | Китай                     | Путунхуа                           | Чжэн Цзюньли                            |
| 95      | Сон в Красном Тереме                               | 1962 | Китай                     | Путунхуа                           | Цэнь Фань                               |
| 96      | Предупреждение здоровья или Мозги набекрень        | 1983 | Гонконг                   | Кантонский                         | Кирк Вон                                |
| 97      | Шанхайский блюз                                    | 1984 | Гонконг                   | Кантонский                         | Цуй Харк                                |
| 98      | Боец с шестом                                      | 1984 | Гонконг                   | Кантонский                         | Лю Цзялян                               |
| 99      | Инцидент с «чёрной пушкой»                         | 1985 | Китай                     | Путунхуа                           | Хуан Цзяньсинь                          |
| 100     | Бунтари неонового бога                             | 1992 | Тайвань                   | Путунхуа / Тайваньский             | Цай Минлян                              |
| 101     | Кукловод                                           | 1993 | Тайвань                   | Путунхуа / Тайваньский / Японский  | Хоу Сяосянь                             |
| 102     | Летний снег                                        | 1995 | Гонконг                   | Кантонский                         | Энн Хёй                                 |
| 103     | Ни одним меньше                                    | 1998 | Китай                     | Путунхуа                           | Чжан Имоу                               |